# О письменах
О письменах («О письменехъ черноризца Храбра») — трактат, авторство которого приписывается черноризцу Храбру.

## Текстология
Сочинение известно в 89 списках XIV—XVIII веков.
Академик И. В. Ягич относил сочинение к X веку. К этой же датировке склонялся Г. А. Хабургаев, что соответствует времени правления болгарского царя Симеона, когда происходили изменения в письменно-языковой традиции во время «Преславской реформы».
В середине XIX века А. В. Горский занимался составлением описания библиотеки Московской духовной академии и обнаружил «московский список» трактата, который можно отнести к протографу. Другой вариант текста «О письменехъ черноризца Храбра» читается в «Лаврентьевском сборнике» 1348 года.
Наиболее полный перечень и издания текстов приводятся в книге «Черноризец Храбър» болгарского слависта К. М. Куева (1967). Критическое издание текста по всем спискам представлено в книге слависта Уильяма Р. Федера (1999).
Филолог-славист С. Г. Вилинский разделил списки на две группы: старшую и младшую. К старшей он отнёс списки, мало отличающиеся от списка 1348 года («Лаврентьевский список») и список Московской духовной Академии («Московский список»). «Отличия той и другой редакции не многочисленны, но иногда довольно существенны. Самым главным является отсутствие в редакции списка 1348 года вставки о буквах алфавита, изобретённого Кириллом». В «Московском списке» есть несколько отличий от других старших списков, одним из которых является то, что в нём приведены все буквы славянской азбуки вместо нескольких, как в первых четырёх списках». К младшей группе Вилинский отнёс редакции, которые пошли от Московского списка.

## Исследования
Исследованием этого тракта занимались многие историки и филологи.
И. В. Ягич писал: «Статья черноризца Храбра пользовалась в старину большим уважением, как это доказывают многочисленные списки и различные её переделки. О личности автора этой замечательной статьи нет ни малейших свидетельств; можно даже подозревать, что имя его — псевдоним. Но по содержанию и тенденции статьи видно, что он жил во время первого расцвета славянской письменности у болгарских славян, приблизительно в X столетии… Статья Храбра бесспорно направлена против греков, которые в ней изображены как противники славянской письменности… Против них вооружился Храбр всем запасом тогдашней учёности византийской, на сколько она была ему доступна и известна».
В своей книге «Исследования по русскому языку», исследуя различные списки и древние тексты, он рассуждает, о каком алфавите говорил Храбр, кириллице или глаголице: «Не вижу возможности решить на основании статьи Храбра, какое письмо он подразумевал» и «поэтому, кто желает применить содержание статьи Храбра к тому или другому славянскому письму, тот должен класть в основание всех своих соображений точно определённое число 38 [число букв в алфавите]; все прочее шатко и ничего не доказывает».

## «Черты и резы»
Черноризец Храбр в своём «Сказании о писменех» писал о существовании у славян-язычников знаков для письма (или счёта) и гадания («черты и резы»):
Прежде ведь славяне не имели букв, но по чертам и резам читали, ими же гадали, погаными будучи. Крестившись, римскими и греческими письменами пытались писать славянскую речь без устроения.Оригинальный текст (ст.-слав.)Прѣжде ѹбо словѣне не имѣхѫ книгъ. нѫ чрътами и рѣзами чьтѣхѫ и гатаахѫ погани сѫще. кръстивше же сѧ. римьсками и гръчьскыми писмены. нѫждаахѫ сѧ словѣнскы рѣчь безъ устроениа…
По мнению Б. Н. Флори: 

«Черты» и «резы», вероятно, какие-то разновидности пиктографическо-тамгового и счетного письма, известного также у других народов на ранних этапах их развития. Возможно, отражение «черт» и «резов» следует видеть в различных знаках, обнаруженных на керамике и строительных постройках на территории Первого Болгарского царства. О них см.: Георгиев Е. Разцветът… С. 14—15.

## Издания и переводы
- Первый печатный текст «О письменах» опубликован в «Острожском букваре» Ивана Федорова (1578).
- Калайдович К. Ф. Иоан ексарх болгарский. 1824. — С. 189—192.
- Сахаров И. П. Сказания русского народа Архивная копия от 14 декабря 2017 на Wayback Machine / в 7-ми томах. — СПб., 1840. — Кн. 5, Азбуковник… в ГПИБ.
- Срезневский И. И. Древние письмена славянские Архивная копия от 19 апреля 2021 на Wayback Machine. — СПб., 1848.
- Бодянский О. М. О времени происхождения славянских письмен Архивная копия от 1 марта 2021 на Wayback Machine. — М. : В Унив. тип., 1855. — III, [3], 381, CXV, [1] с.
- Ягич И. В. Исследования по Русскому языку. — СПб., 1885—1895. — Т. 1. — С. 297—300.
- Вилинский С. Г. Сказание Черноризца Храбра о письменах славянских. — Одесса, 1901. — 57 с.
- Куев К. М. Черноризец Храбър. — София, 1967.